# 龙陵三窝蛛
龙陵三窝蛛（学名：Trilacuna longling）也作小黑山三窝蛛，一种于中国云南省龙陵县小黑山自然保护区发现的蜘蛛，隶属于卵形蛛科三窝蛛属。

## 鉴别特征
龙陵三窝蛛雄性胸板中央下面有一小片条形纹，插入器前侧面有一耙子状骨质化突起，侧面长有小毛；中间有片状骨质化突起，长有许多较长的毛。